# بسته‌بندی کششی

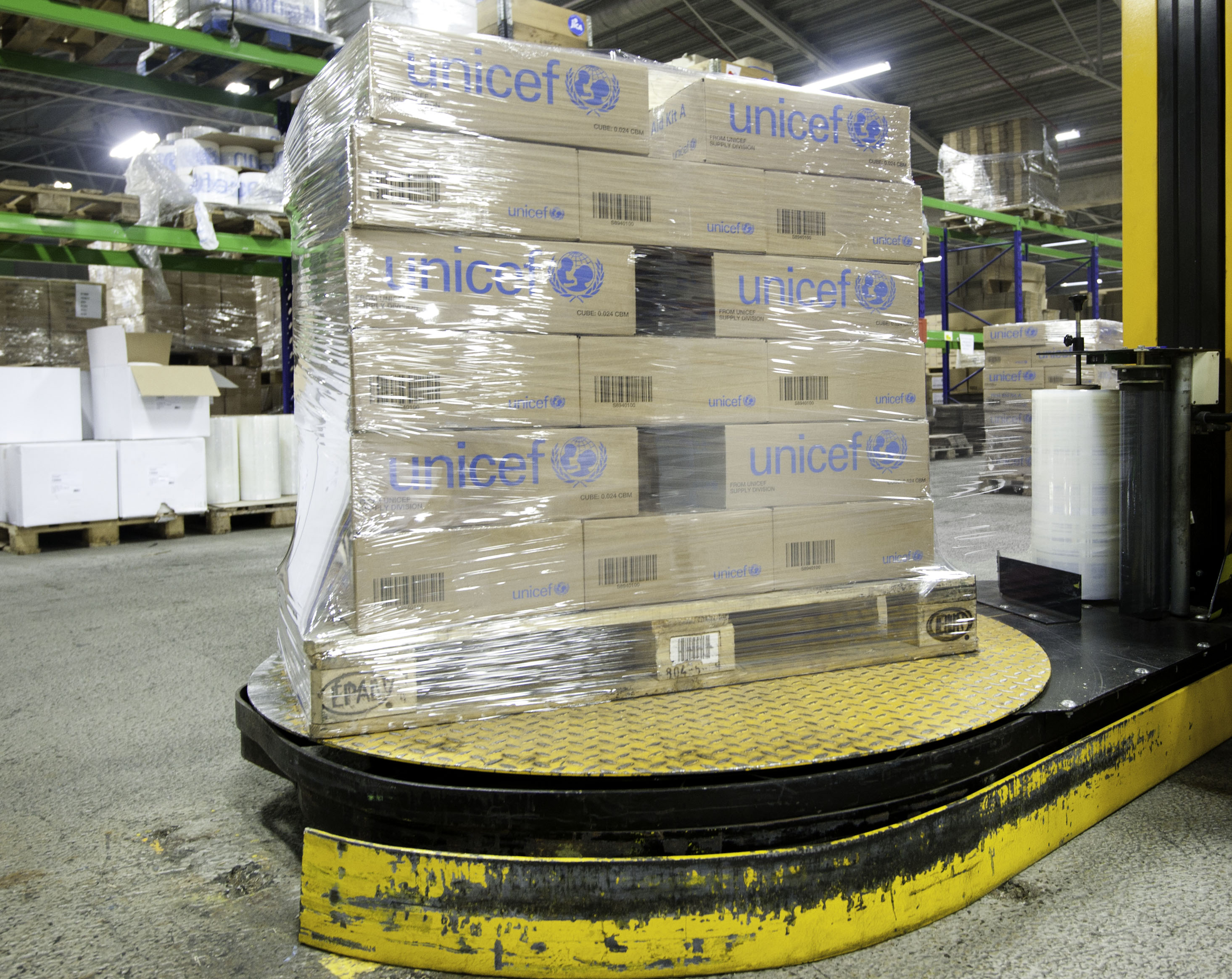
یک پالت مملو از جعبه‌های فیبر راه راه که در حال بسته بندی است

تار کششی یا غشاء کششی که گاهی اوقات به عنوان بسته بندی پالت شناخته می‌شود، یک غشاء پلاستیکی با قابلیت کشش بالا است که دور اقلام پیچیده می‌شود. بازیابی الاستیک اقلام را به صورت محکم بسته نگه می‌دارد. در مقابل، بسته‌بندی انقباضی به صورت آزاد در اطراف یک جسم اعمال می‌شود و با گرما محکم می‌شود. در عین حال که شبیه بسته‌بندی پلاستیکی مواد غذایی است، معمولاً از موادی که برای تماس با مواد غذایی ایمن هستند ساخته نمی‌شود.
بسته‌بندی کششی محصولات را روی پالت می‌پیچد و آن‌ها را به یکدیگر و پالت محکم می‌کند. کمک به کاهش تلفات محصول، جلوگیری از دستکاری بار، و کاهش آسیب کارگران از جمله مزایای این روش است. بسته بندی‌های شرینک و کشش گاهی اوقات به اشتباه به جای یکدیگر استفاده می‌شوند، تفاوت‌های قابل توجهی بین دو روش بسته‌بندی وجود دارد.
اغلب برای محکم کردن بارهای پالت به یکدیگر استفاده می‌شود، اما ممکن است برای بسته‌بندی اقلام کوچک‌تر نیز استفاده شود. انواع تار کششی شامل غشاء کششی باندلینگ، غشاء کششی دستی، غشاء کششی هسته گسترده، غشاء کششی ماشینی و غشاء تلف کننده استاتیک می‌شود.

## مواد
پلی‌اتیلن با چگالی کم خطی (LLDPE) متداول‌ترین ماده پوشش کششی است که از کوپلیمریزاسیون اتیلن با آلفا الفین‌ها تولید می‌شود که رایج‌ترین آنها بوتن ، هگزن و اکتن است. استفاده از آلفا-الفین‌های بالاتر (هگزن یا اکتن) باعث افزایش ویژگی‌های غشاء کششی می‌شود. این اتفاق به ویژه در مورد افزایش طول در هنگام شکست و مقاومت در برابر سوراخ شدن رقم می‌خورد. همچنین، از انواع دیگر پلی اتیلن و پی‌وی‌سی نیز می‌توان استفاده کرد. بسیاری از غشاها در هنگام شکست حدود 500٪ کشش دارند اما در استفاده فقط تا حدود 100 تا 300٪ کشیده می‌شوند. پس از کشش، بازیابی الاستیک برای محکم نگه داشتن بار استفاده می‌شود.
دو روش برای تولید پوشش کششی وجود دارند:
- دمیدن: رزین ذوب شده و از طریق یک قالب حلقوی اکسترود می‌شود و سپس با هوا خنک می‌شود. این فرایند، فرایند کندتری است اما کیفیت چسبندگی بالاتری را فراهم می‌کند. غشاء دمیده شده یک فرایند اکستروژن ثابت نیست، و منجر به ناهماهنگی در سراسر غشاء می‌شود. هزینه تولید نیز به دلیل تعداد زیاد تولید شده در ساعت نیز بیشتر است.
- ریخته‌گری: غشاء از طریق یک قالب شکافی اکسترود می‌شود، سپس از روی غلتک‌های خنک کننده عبور می‌کند. این باعث می‌شود که فرایند خنک‌سازی سریع شود. غشاء‌های ریخته‌گری استحکام بیشتری دارند و ویژگی‌های عملکرد بهتری دارند. کیفیت چسبندگی به خوبی روش دمیدن نیست، اما می‌توان در یک ساعت تعداد بیشتری با هزینه کمتر تولید کرد.

خواص دیگری مانند استحکام شکست، چسبندگی، شفافیت، مقاومت در برابر پارگی، تخلیه ایستا و غیره نیز از عوامل مهم هستند.

## کارکرد
در یکپارچه‌سازی پالت، تار کششی می‌تواند چندین عملکرد داشته باشد:
- بهبود پایداری محصولات یا بسته‌ها، تشکیل بار واحد
- جابجایی و ذخیره‌سازی کارآمدتر بارهای واحد
- درجاتی از محافظت در برابر گرد و غبار و رطوبت
- درجاتی از مقاومت در برابر دستکاری و مقاومت در برابر سرقت بسته
- درجاتی از محافظت در برابر آفتاب (کشش‌های UV)

اطمینان از اینکه جعبه‌ها روی پالت می‌مانند و به درستی بر روی آن قرار می‌گیرند، یکی از ملاحظات مهم در توزیع انبار است، به خصوص اینکه تقاضا برای افزایش حداکثر ظرفیت در حال زیاد شدن است.

## بارپیچ‌های کششی

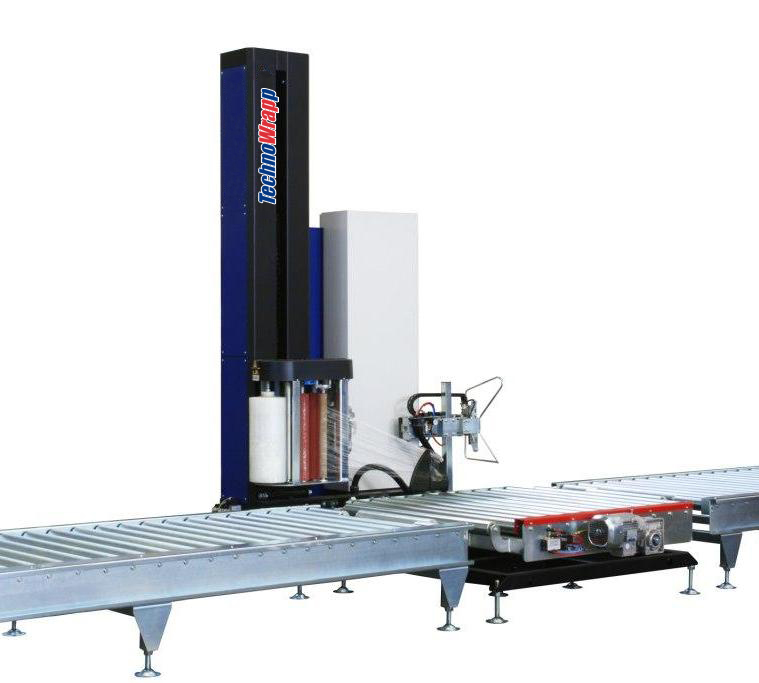
یک بارپیچ چرخان اتوماتیک

بارپیچ‌های کششی دستگاه‌هایی هستند که برای اعمال پوشش کششی استفاده می‌شوند. انواع مختلفی از بارپیچی وجود دارند:
- بسته‌بندی‌های دستی :
  - هسته گسترش یافته : گسترش هسته غشاء به عنوان دسته‌ای برای بسته‌بندی عمل می‌کند. این نوع بسته‌بندی، کشش کنترل شده کمی را دارا می‌باشند و برای دست‌ها بد هستند.
  - ترمز مکانیکی :  یک ساختار ساده از یک رول غشاء پشتیبانی می‌کند و یک سیستم ترمز مکانیکی مقاومت ایجاد می‌کند که باعث کشش غشاء می‌شود.[۸]
  - بسته‌بندی‌های قطب: مشابه سیستم ترمز مکانیکی ، اما رول و ترمز در انتهای یک قطب کشیده قرار دارند و طراحی ارگونومیکی ایجاد می‌کنند که نیازی به خم شدن برای پیچاندن قسمت‌های پایین بارها و کرنش برای رسیدن به بالای بارها را از بین می‌برد.[۹]
  - بسته‌بندی‌های دستی پیش‌کش. ابزار بسته‌بندی با یک دست با پیش کشش مکانیکی که توسط دو غلتک هدایت کننده غشاء کششی با سرعت‌های مختلف به دست می‌آید.

- بسته‌بندی‌های نیمه اتوماتیک:

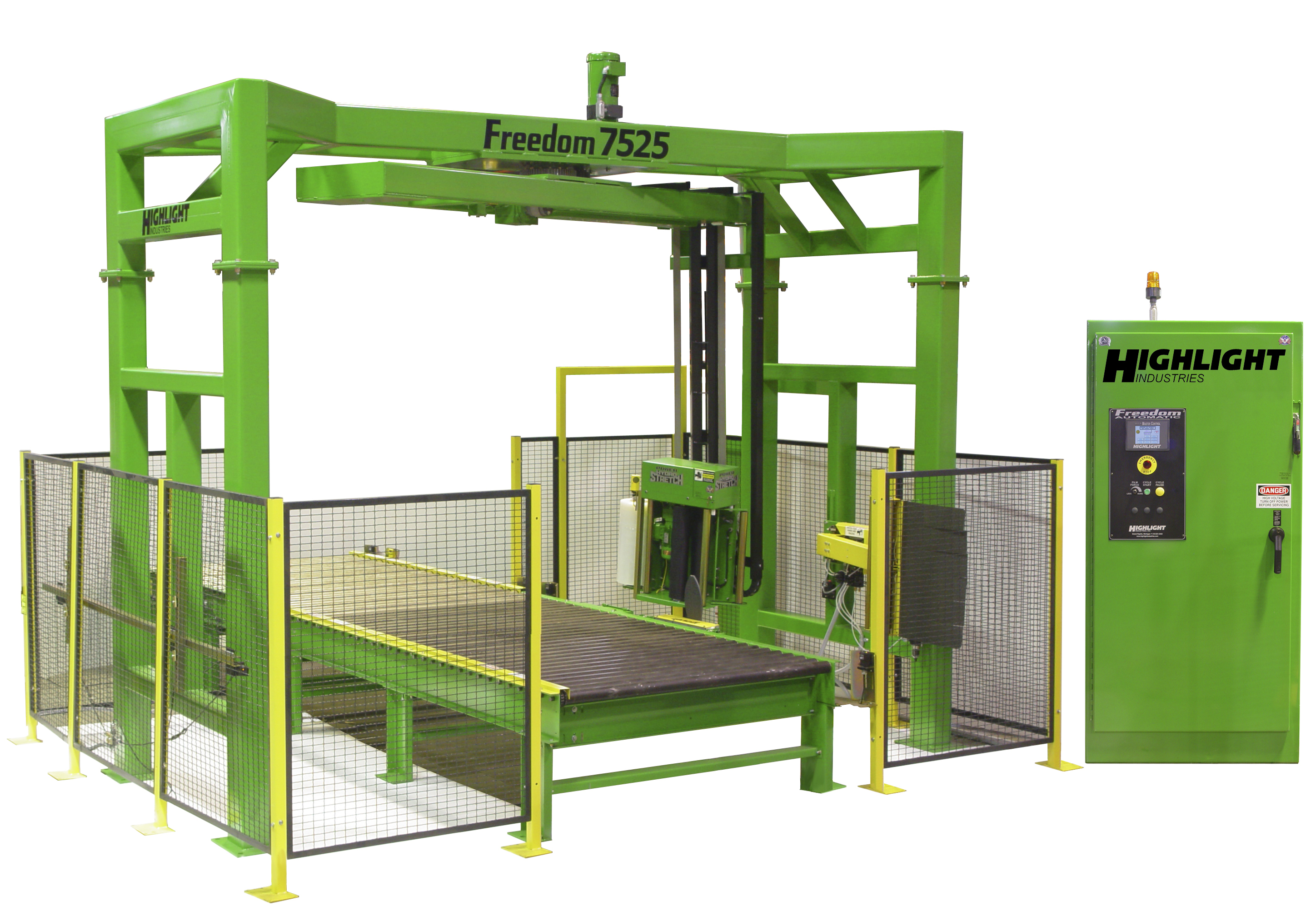
بازوی چرخشی اتوماتیک بارپیچ

  - بسته‌بندی‌های صفحه گردون :  باری که قرار است بسته شود، روی میز گردانی قرار می‌گیرد که بار را نسبت به رول غشاء می‌چرخاند. این رول غشاء در کالسکه‌ای قرار دارد که می‌تواند یک "دکل" ثابت را به بالا و پایین حرکت دهد. کشش با چرخش بار با سرعتی سریع‌تر از تغذیه غشاء حاصل می‌شود.[۱۰]
  - بسته‌بندی‌های مداری : غشاء در یک کالسکه روی یک حلقه عمودی قرار می‌گیرد، بار به صورت افقی از طریق چشم حلقه چرخان تغذیه می‌شود و غشاء روی بار اعمال می‌شود. نوعی از بسته‌بندی کششی مداری یک سیستم حلقه افقی است که در آن بار ثابت می‌ماند، در حالی که یک حلقه افقی به دور بار می‌چرخد و به صورت عمودی نسبت به بار بالا و پایین حرکت می کند، شبیه به بسته‌بندی کششی بازوی دوار.
  - بسته‌بندی بازوی دوار: در این سیستم، بار ثابت می‌ماند در حالی که یک بازوی دوار به دور آن می‌چرخد و بار را می‌پیچد. این سیستم برای بارهای سبک یا برای سرعت‌هایی استفاده می‌شود که در غیر این صورت، به دلیل سرعت چرخش بالا باعث سقوط بار می‌شود.

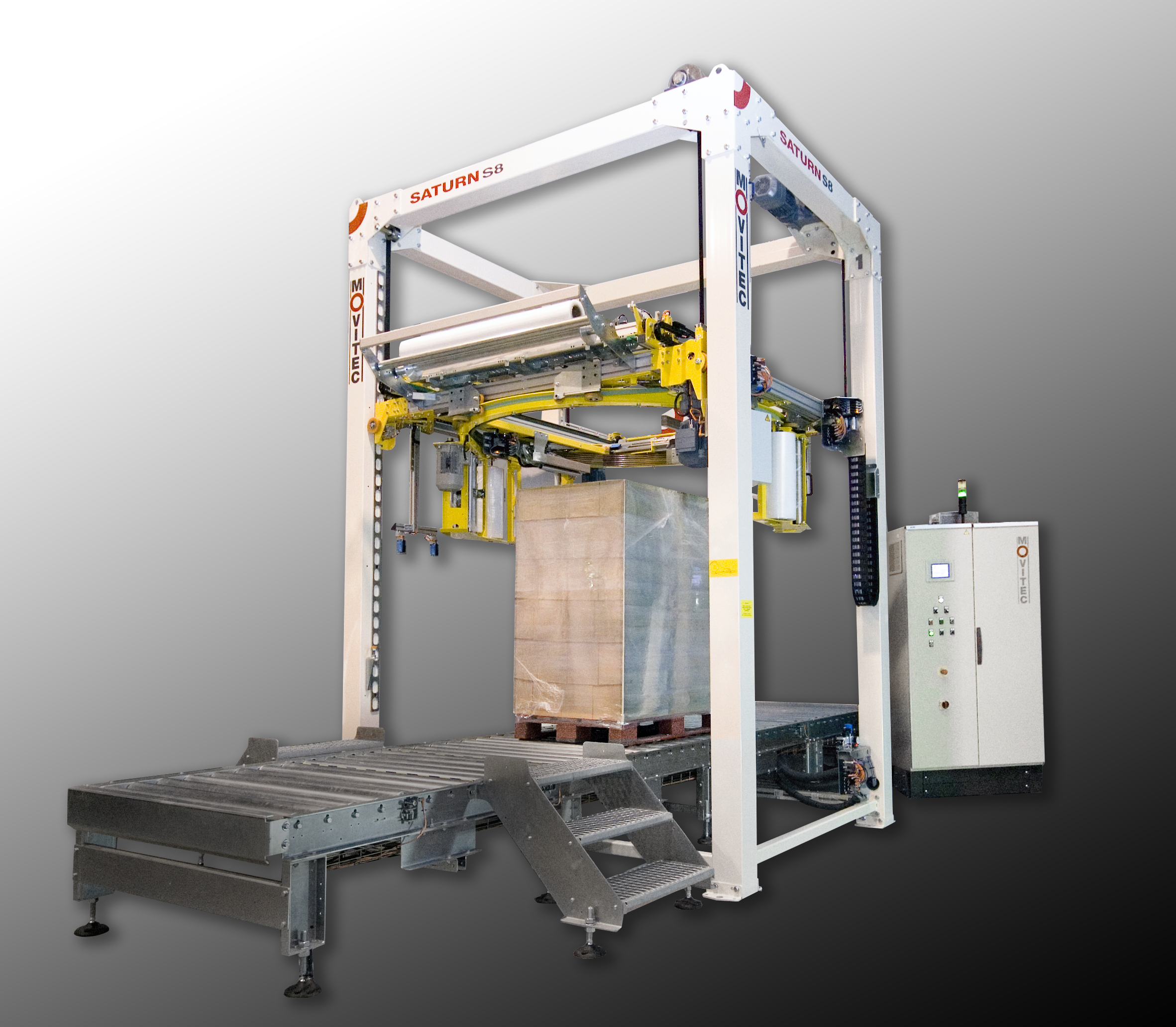
بارپیچ حلقه چرخشی اتوماتیک

- بسته‌بندی‌های اتوماتیک: بسته‌بندی‌های اتوماتیک به‌طور کلی نوعی از سیستم‌های نیمه اتوماتیک هستند. بسته‌بندی‌های اتوماتیک شامل یک سیستم نوار نقاله برای بارگیری خودکار دستگاه بسته‌بندی، و سیستم‌های خودکار برای اعمال، مهر و موم کردن و برش تار هستند.
  - بسته‌بندی‌های صفحه گردان: باری که قرار است بسته شود، روی میز گردانی قرار می‌گیرد که بار را نسبت به رول غشاء می‌چرخاند. این رول غشاء در کالسکه‌ای قرار دارد که می‌تواند یک "دکل" ثابت را به بالا و پایین حرکت دهد. کشش با چرخش بار با سرعتی سریع‌تر از تغذیه غشاء حاصل می‌شود.
  - بسته‌بندی بازوی دوار: در این سیستم، بار ثابت می‌ماند در حالی که یک بازوی دوار به دور آن می‌چرخد و بار را می‌پیچد. این سیستم برای بارهای سبک یا برای سرعت‌هایی استفاده می‌شود که در غیر این صورت، به دلیل سرعت چرخش بالا باعث سقوط بار می‌شود.
  - بسته‌بندی‌های حلقه چرخشی: غشاء در یک کالسکه روی یک حلقه افقی قرار می‌گیرد که در آن بار ثابت می‌ماند در حالی که حلقه افقی در اطراف بار می‌چرخد و به صورت عمودی نسبت به بار به بالا و پایین حرکت می‌کند، شبیه به تار کششی بازوی دوار. فناوری حلقه چرخشی حقیقتاً نسبت به سایر فناوری‌های بسته‌بندی موجود، یک سیستم متعادل‌تر با سایش و نگهداری کمتر است. این بسته‌بندی‌ها قابلیت دستیابی به بالاترین ظرفیت تولید (تا 160 پالت در ساعت) را دارند.[۱۱]